# Robot 08
Robot 08 (Rb 08) var en svensk sjömålsrobot. Roboten var en vidareutveckling av den franska målroboten CT20 och licenstillverkades av Saab. Marinen beställde roboten år 1965 till en kostnad av 86 miljoner kronor, och leveranserna påbörjades år 1967.

## Tillkomsthistoria
Marinförvaltningen experimenterade under 1950-talet med att ta fram en så kallad lufttorped för insats mot sjömål. Denna planerades förses med målsökare och fick projektnamnet M20. Vissa strider om ansvarsfördelningen för robotar mellan Marin- och Flygförvaltningen ledde till att utvecklingen drog ut på tiden. 
År 1962 beställde Marinförvaltningen därför hos Saab, med hjälp av den franska firman Nord Aviation, vidareutveckling av en jetdriven målrobot CT 20.  Efter vissa skjutförsök kunde jagare av Halland-klass 1966 förses med robotsystem 08. Det var då det första operativa sjörobotsystemet i västvärlden. Inom Kustartilleriet  organiserades från 1968 ett kustrobotbatteri för att hantera det nya vapnet.

## Egenskaper

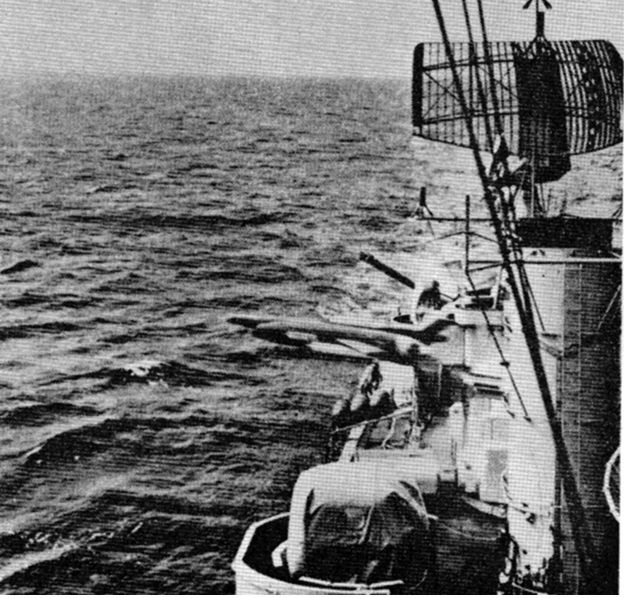
Skjutning med Robot 08 från jagare av Halland-klass.

Roboten hade en jetmotor och startade från en startbana med hjälp av krutraketer monterade på startsläden. Dessa släppte när de brunnit färdigt, vilket tog cirka 2 sekunder. Då har roboten kommit upp i cirka 500 km/tim. Marschfarten är något över 900 km/tim. 
Roboten var fjärrstyrd med målsökare. Den kunde antingen vara försedd med kameror för spaning, små bomber eller sprängladdning. Roboten styrdes fram till målet då målsökaren tog över vid cirka 15 km och kör sedan själv rakt på målet. Räckvidden var runt 70 km. Relativt många finns idag kvar bevarade.

## Vidareutveckling
En moderniserad version med ny målsökare Robot 08B projekterades, men kom inte till utförande. Systemet ersattes i stället med Robotsystem 15.